# Nouveaux contes cruels
Nouveaux contes cruels d'Auguste de Villiers de l'Isle-Adam est un recueil de contes publiés dans divers journaux, principalement dans le Gil Blas, et réunis pour la première fois sous ce titre en 1888.

## Le recueil
En 1888, Auguste de Villiers de L'Isle-Adam confie à la Librairie Illustrée un volume de nouvelles. Le recueil sortira des presses le 13 novembre 1888 sous le titre de  Nouveaux contes cruels, le dernier paru de son vivant.

## Les nouvelles
- Les Amies de pension
- La Torture par l'espérance[2]
- Sylvabel
- L'Enjeu
- L'Incomprise
- Sœur Natalia
- L'Amour du naturel
- Le Chant du Coq

## Éditions
- 1888 - Nouveaux contes cruels, Librairie Illustrée à Paris.
- 1893 et 1923 - Nouveaux contes cruels et Propos d'au-delà chez Calmann-Lévy
- 1986 - Nouveaux contes cruels , in "Villiers de L'Isle-Adam Œuvres complètes", Tome II (1780 pages), Gallimard (avril 1986), Bibliothèque de la Pléiade, Édition établie par Alan Raitt et Pierre-Georges Castex, avec la collaboration de Jean-Marie Bellefroid,  (ISBN 2-07-011100-8)